# Jacek Kwiatkowski

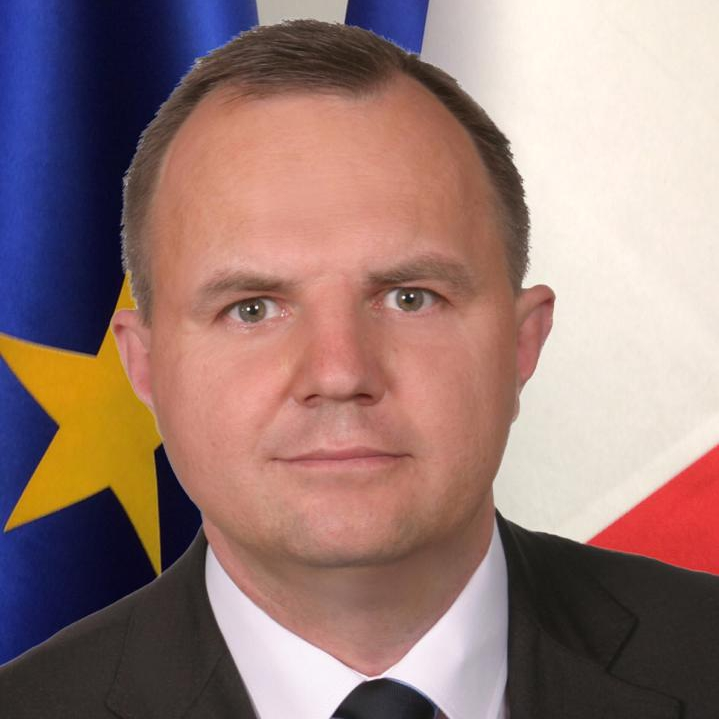
Jacek Kwiatkowski (2016)

Jacek Kwiatkowski (* 26. April 1970 in Konin) ist ein polnischer Politiker der Ruch Palikota (Palikot-Bewegung).
Jacek Kwiatkowski ist Elektromechaniker und führt sein eigenes Unternehmen. Bei den Parlamentswahlen 2011 trat er im Wahlkreis 37 Konin für die Ruch Palikota an. Mit 13.380 Stimmen konnte er ein Mandat für den Sejm erringen.
Jacek Kwiatkowski ist verheiratet und hat zwei Töchter.